# Valkenswaard

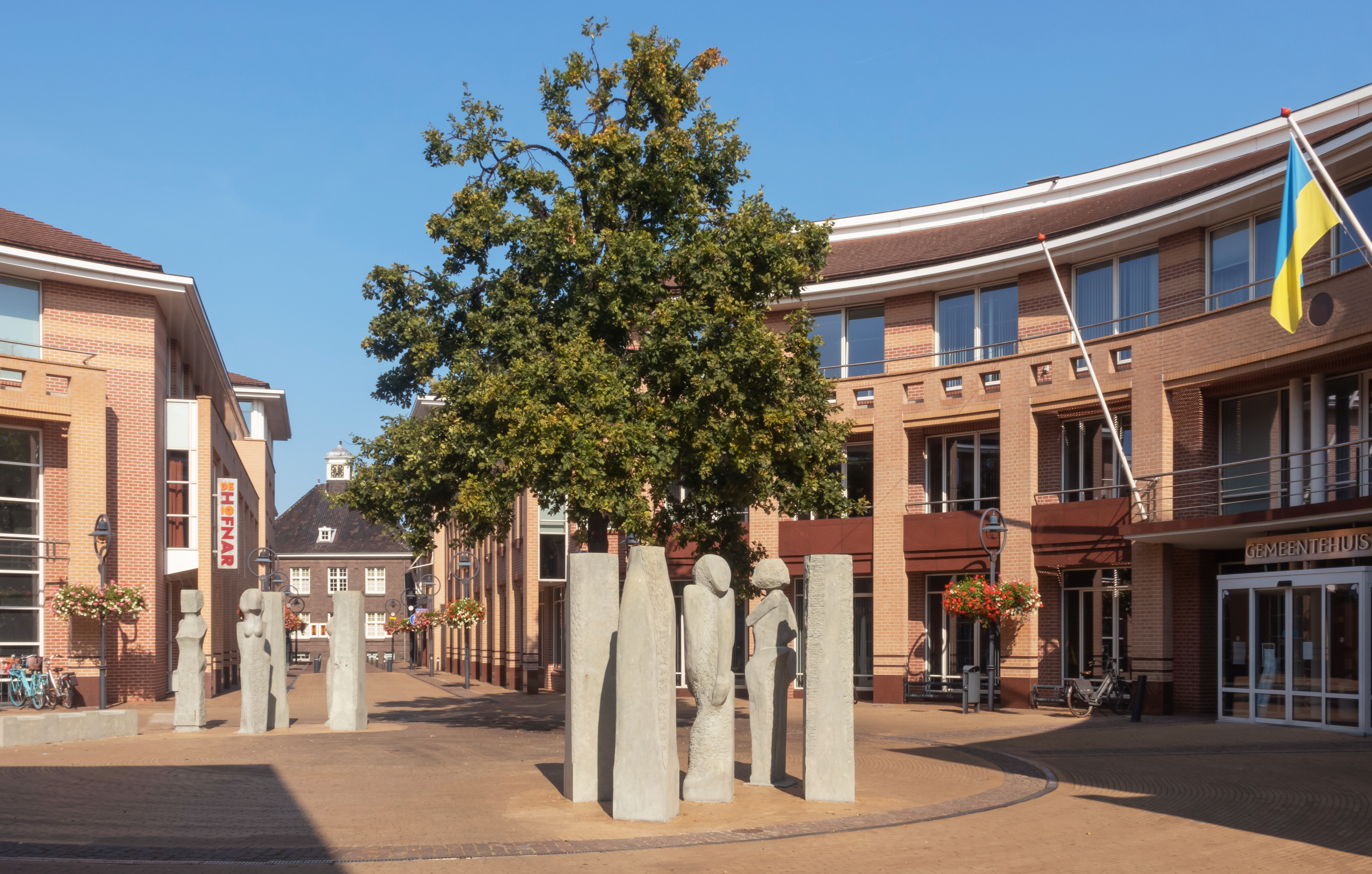
Temporäre Skulpturen vor dem Rathaus

Valkenswaard (anhörenⓘ) ist eine Gemeinde in den Niederlanden, in den Kempen in der Provinz Noord-Brabant. Die Gesamtfläche der Gemeinde beträgt 56,5 km². Valkenswaard hat 31.958 Einwohner (Stand 1. Januar 2025).

## Orte
- Valkenswaard, wo sich die Gemeindeverwaltung befindet
- Dommelen, das durch Neubauten stark wächst
- Borkel-Schaft

## Lage und Wirtschaft

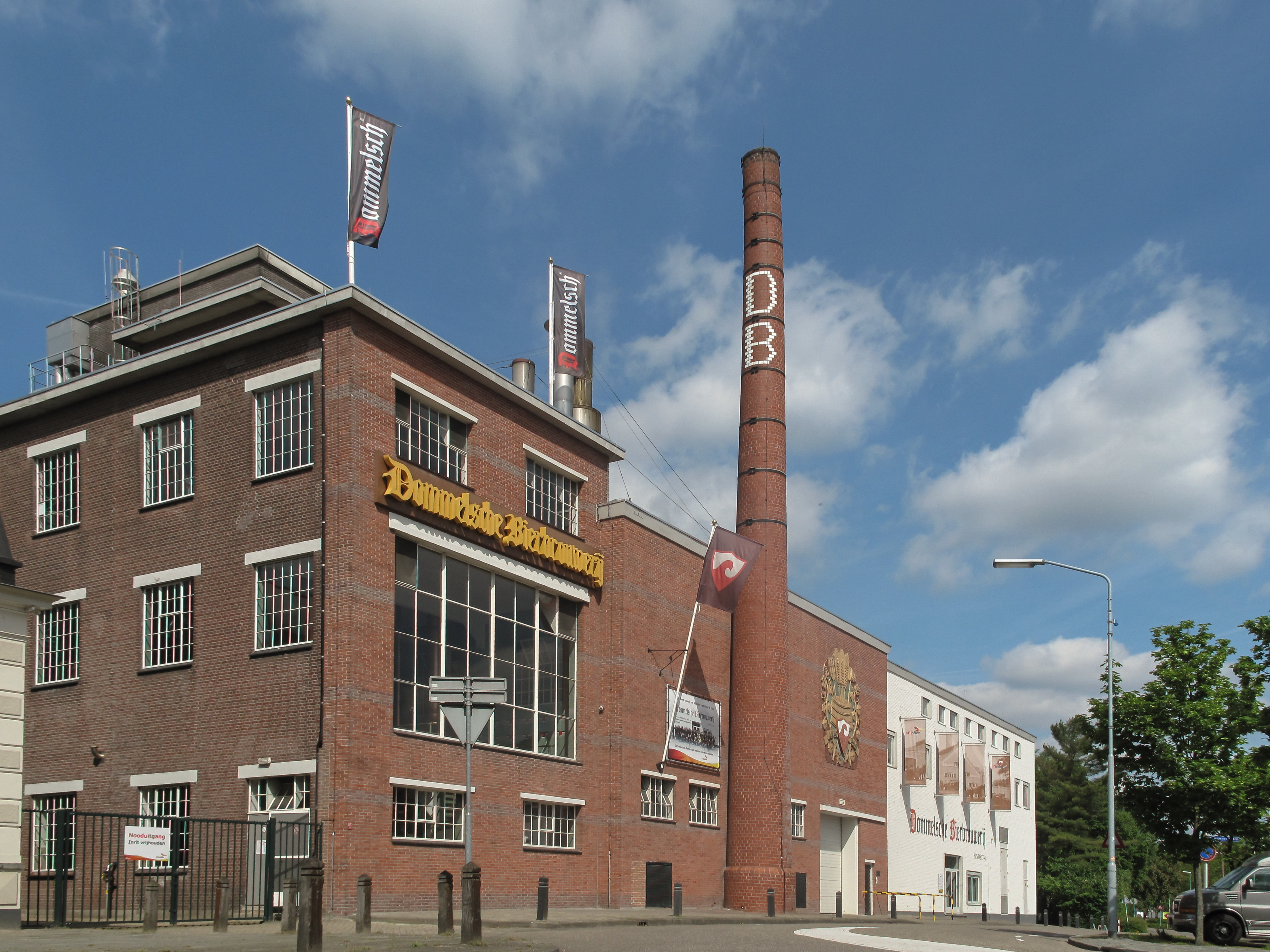
Brauerei Dommelsch

Valkenswaard liegt zwischen Eindhoven und dem in Belgien liegenden Lommel. Die Straße zwischen diesen Städten ist nicht zur Autobahn ausgebaut worden, weil sie außerhalb des Dorfes durch Naturgebiete verläuft. Eine neue Ringstraße führt ums Zentrum, durch die Außenviertel von Valkenswaard.
Valkenswaard hat eine Bierbrauerei (Dommelsch), eine Zigarrenfabrik und einiges Kleingewerbe; wegen der schönen, waldreichen Umgebung und der vielen Cafés und Diskotheken kommen auch Touristen hierher. Wenige Kilometer südlich bei Westerhoven befindet sich der Center Parc de Kempervennen.
Die Mehrzahl der Einwohner sind Pendler, die unter anderem in Eindhoven oder Hasselt (Belgien) arbeiten. In beiden Städten stehen Werke des Philips-Konzerns.

## Geschichte
Im Mittelalter entstand das ärmliche Bauerndorf Wedert (oder Verkenswedert, weil die ortsansässigen Bauern von der Schweinezucht lebten; niederl. varken = brab. Dialekt verken = Schwein). Im 17. Jahrhundert wurde das Dorf zu einem Zentrum der Falkner, die hier viele dieser Greifvögel fangen konnten. Eine Statue im Zentrum von Valkenswaard erinnert noch daran.
Zwischen den 1850er Jahren und 1940 entwickelte sich in Valkenswaard eine blühende Zigarrenindustrie. Im Zweiten Weltkrieg wurden die Zigarrenbetriebe am 17. September 1944 bei der Operation Market Garden größtenteils zerstört. Nur die beiden größten Unternehmen („Hofnar“ und „Willem II“) konnten sich nach Kriegsende noch einige Jahrzehnte halten. Durch die Ansiedlung anderer Kleinindustrie wuchs das Dorf seit den 1950er Jahren, auch weil Mitarbeiter der Philips-Werke in Eindhoven sich in Valkenswaard Wohnungen bauen ließen.

## Sehenswürdigkeiten

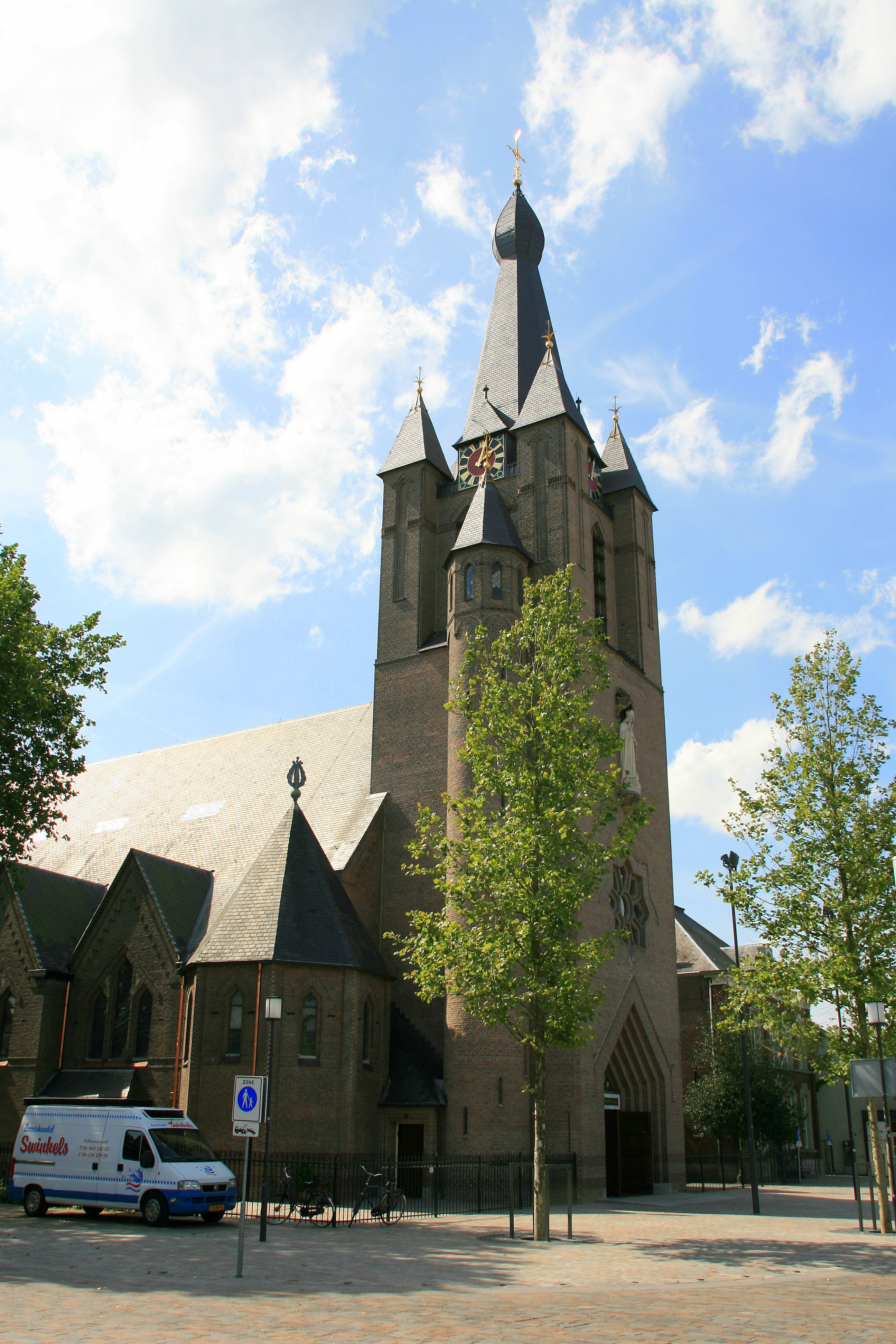
St. Nicolaaskerk

- Kirche St. Nikolaus (Rijksmonument)
- Das Naturgebiet „De Malpie“, mit Wald, Heide, den Bächen Tongelreep und Dommel und kleinen Teichen oder Seen (niederländisch vennen).
- Das Museum VSMM (Falkenjagd- und Zigarrenherstellungs-Museum).
- Das Museum für Lithografie (Steendrukmuseum).
- Das Museum Van Gerwen Lemmens (kirchliche Kunst).
- Der Blumenkorso, jedes Jahr am zweiten Sonntag im September.
- Der lebhafte Karneval, wenn das Dorf „Striepersgat“ heißt.
- Das Zentrum hat zahlreiche Lokale, Cafés, Diskotheken und andere Vergnügungsstätten.
- In der Gemeinde befinden sich mehrere Hotels, Campingplätze und Schwimmbäder.

## Sport
Seit 2006 ist Valkenswaard eine der Stationen der Global Champions Tour und zieht somit jedes Jahr die besten Reiter der Welt nach Valkenswaard.
Seit Jahren ist der Ort Ausrichter der Motocross-Weltmeisterschaft.
Der Valkenswaardse RC ist als einziger ausländischer Vertreter in die deutsche Rollhockey-Bundesliga aufgenommen worden.

## Politik
Die Lokalpartei Helder & Gedreven ging aus der Kommunalwahl 2022 ebenso wie in den Jahren 2014 und 2018 als Wahlsieger hervor. Sie setzte sich mit fast einem Viertel aller Stimmen durch.

### Gemeinderat
In Valkenswaard ergeben sich seit 1982 folgende Sitzverteilungen im Gemeinderat:
| Partei                            | Sitze | Sitze | Sitze | Sitze | Sitze | Sitze | Sitze | Sitze | Sitze | Sitze | Sitze |
| Partei                            | 1982  | 1986  | 1990  | 1994  | 1998  | 2002  | 2006  | 2010  | 2014  | 2018  | 2022  |
| --------------------------------- | ----- | ----- | ----- | ----- | ----- | ----- | ----- | ----- | ----- | ----- | ----- |
| Helder & Gedreven                 | –     | –     | –     | –     | –     | –     | 1     | 5     | 8     | 6     | 6     |
| Valkenswaard Onze Toekomst Eén    | –     | –     | –     | –     | –     | –     | –     | –     | –     | –     | 4     |
| Valkenswaard Lokaal b             | –     | –     | –     | –     | –     | –     | –     | 6     | 6     | 4     | 4     |
| Vitaal Valkenswaard               | –     | –     | –     | –     | –     | –     | –     | –     | –     | 1     | 4     |
| PvdA                              | 2     | 4     | 3     | 2     | 3     | 2     | 5     | 4     | 2     | 2     | 3     |
| Samen voor Valkenswaard           | –     | –     | –     | –     | –     | –     | –     | –     | –     | 2     | 2     |
| CDA                               | 8     | 7     | 7     | 4     | 4     | 5     | 5     | 6     | 5     | 5     | 2     |
| VVD                               | 3     | 2     | 1     | 2     | 2     | 4     | 3     | 1     | 1     | 2     | 1     |
| D66                               | 1     | –     | 1     | 1     | 0     | 0     | –     | 1     | 1     | 1     | 1     |
| Valkenswaardse Belangen b         | 5     | 5     | 5     | 4     | 9     | 7     | 4     | –     | –     | –     | –     |
| PUUR b                            | –     | –     | –     | –     | –     | –     | 2     | –     | –     | –     | –     |
| Dommels Belang b                  | 1     | 2     | 3     | 4     | 3     | 2     | 2     | –     | –     | –     | –     |
| GroenLinks                        | –     | –     | –     | –     | –     | 2     | 1     | –     | –     | –     | –     |
| Seniorenpartij Groot Valkenswaard | –     | –     | –     | 4     | 1     | 1     | –     | –     | –     | –     | –     |
| Jong Valkenswaard                 | –     | 1     | 1     | 2     | 1     | –     | –     | –     | –     | –     | –     |
| Nieuw Forum                       | –     | –     | 0     | –     | –     | –     | –     | –     | –     | –     | –     |
| PAS c                             | 1     | 0     | –     | –     | –     | –     | –     | –     | –     | –     | –     |
| Gesamt                            | 21    | 21    | 21    | 23    | 23    | 23    | 23    | 23    | 23    | 23    | 23    |

Anmerkungen

### Städtepartnerschaften
- Tienen, Belgien
- Salvaterra de Magos, Portugal (40 km nordöstlich von Lissabon)

## In der Gemeinde geboren
- Adriaan Smets (1867–1947), katholischer Erzbischof und Diplomat
- Joseph Jacobus van den Besselaar (1916–1991), Altphilologe, Romanist und Lusitanist, lehrte zeitweise in Brasilien
- Bouke Beumer (1934–2022), Politiker
- Karel Adriaan Deurloo (1936–2019), reformierter Pfarrer, Theologieprofessor und Autor
- Georges Christoffel Maria Evers (1950–2003), Pflegewissenschaftler
- Pieter van Geel (* 1951), Politiker, Staatssekretär
- Linda Williams (* 1955), Schlagersängerin
- Jan Tops (* 1961), ehemaliger Springreiter und Pferdehändler
- Frank Roberscheuten (* 1962), Jazzmusiker
- Dominique van Hulst (* 1981), Popsängerin